# Кэмп, Джим
Джим Кэмп (англ. Jim Camp) — американский публицист, военный лётчик, автор бестселлеров «Сначала скажите нет» и «Нет. Лучшая стратегия ведения переговоров», президент компании Camp Negotiation Systems и создатель обучающей системы переговоров Coach2100.

## Биография
Джим Кэмп служил в армии на протяжении семи лет, ветеран войны во Вьетнаме, пилот военно-воздушных сил США.
В 1965—1971 годах учился в университете штата Огайо (отделения биологии, физической культуры и здоровья).
В 1987 году основал компанию Camp Negotiation Systems, президентом которой был всю оставшуюся жизнь.
Обучал переговорам тысячи человек из более чем 150 компаний, включая клиентов из Motorola, Texas Instruments, Merrill Lynch и IBM.
В 2002 году написал книгу «Сначала скажите нет» (англ. Start with no: the negotiating tools that the pros don't want you to know), а в 2007 году вышла его вторая книга «Нет. Лучшая стратегия ведения переговоров» (англ. No: The Only System Of Negotiation You Need For Work and Home).
Джим Кэмп жил в Остине (штат Техас), Веро Бич (Флорида) и Даблине (Огайо). На момент смерти в 2014 году у Кемпа с женой Патти было пять детей и шесть внуков.

## Система Кэмпа
В книге «Сначала скажите нет» Джим Кэмп критикует стратегию взаимовыгодных переговоров, называя её неэффективной и порой катастрофической и противопоставляя ей собственный подход — систему Кэмпа. Кэмп опровергает широко распространённый подход к ведению переговоров, описанный в бестселлере Роджера Фишера и Уильяма Юри «Путь к согласию, или переговоры без поражения» (Getting to YES (англ.)): в книге цитируется определение переговоров из книги Фишера-Юри, и даже само название подчёркивает скептическое отношение автора (сравните Getting to YES и Start with NO).
Кэмп подчёркивает важность правильных вопросов для достижения нужного результата в переговорах, а также описывает несколько конкретных техник: «эффект Коломбо», «описание боли» и так далее. Некоторые из советов Кэмпа достаточно просты (называть противника по имени), некоторые довольно сложны (не нуждаться ни в чём, не бояться отказа).
Важным пунктом системы Кэмпа является повестка дня, составление которой необходимо для каждого без исключения раунда переговоров. Хорошая повестка для собеседования включает в себя следующие шаги:
1. Сформулируйте свою «миссию».
2. Сбросьте свой «багаж».
3. Признайтесь, что у вас есть «слон» (проблема, которая может проявиться).
4. Дайте собеседнику возможность отказать вам (или согласиться с вами).
5. Начните строить отношения.

В своей второй книге «Нет. Лучшая стратегия ведения переговоров» Кэмп даёт несколько конкретных советов ищущим работу: заявлять о причинах предыдущих увольнений; преодолевать негативные эмоции, присущие безработным; не считать себя неудачником и поднимать самооценку.
Автор заявляет, что для полного овладения системой Кэмпа необходимо около 800 часов.

### Использование в российских компаниях
Система Кэмпа используется в Дизайн-бюро Артёма Горбунова. Книги Кэмпа рекомендованы к прочтению дизайнером Артемием Лебедевым и PR-специалистом Филиппом Гуровым.